# نپایندگی

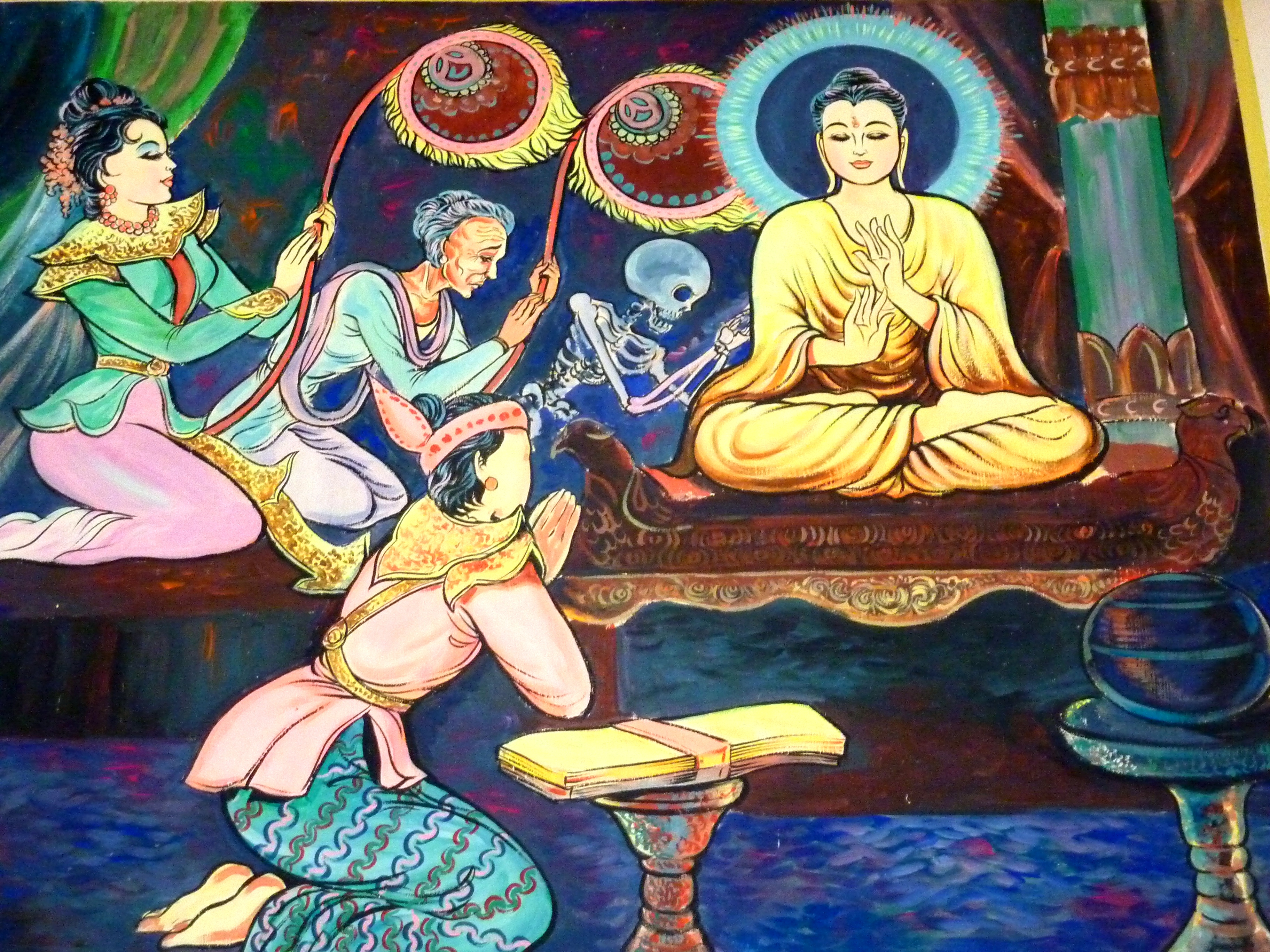
یک تابلوی نقاشی بودایی که نپایندگی را نشان می‌دهد

موجو (به ژاپنی: 無常)، نپایندگی (به سانسکریت: anitya) یکی از واژه‌های بودیسم است. این واژه بیانگر این نظر است که تمام موجودات واقعی این جهان همواره از نظر ظاهر و ماهیت در حال تغییر هستند، به عبارتی موجودات حتی یک لحظه نیز قادر به حفظ ماهیت خود نیستند. این اصل یکی از سه نشان هستی در بودیسم است. نپایندگی، دوکا (رنج) duḥkha و آناتا anātman سه نشان هستی در مکتب بودا هستند.
بر اساس فرضیهٔ نپایندگی زندگی انسان نیز این روند را تا مرحلهٔ پیری دربردارد و چرخش به دنیا آمدن و دوباره به دنیا آمدن شامل تمام موجودات زنده و از جمله خدایان اخلاقی می‌شود. باور بودا بر این است که چون پدیده‌های عالم ناپایدار هستند، هرگونه علاقه به آنان باعث ایجاد رنج در آینده خواهد شد.